# Groupe d'infanterie spécialisée
Le groupe d'infanterie spécialisée (ou Specialized Infantry Group Spec Inf Gp) est une formation d'infanterie de l'armée britannique, créée à la suite de la réorganisation « Army 2020 Affiner », destinée à former des forces étrangères,.

## Histoire
Le groupe a été créé afin d'être engagé auprès d'unités partenaires choisies. Il a été initialement formé en octobre 2017 avec le 4e bataillon, The Rifles (4 Rifles) et The Royal Scots Borderers, 1st Battalion, The Royal Regiment of Scotland (en) (1 Scots),,,. Quelques mois plus tard, en juillet 2018, le 2e bataillon, le Princess of Wales' Royal Regiment (2 PWRR) et l'Équipe de formation et de conseil antiterroristes ont été ajoutés au groupe. 
En janvier 2019, un quatrième bataillon, le 2e bataillon, Duke of Lancaster's Regiment (en), a été ajouté et est suivi par le 3e bataillon, The Royal Gurkha Rifles au début de 2020,,,,. 

### Déploiements
En février 2018, le 4e bataillon, The Rifles, est déployé pour la première fois au Koweït pour coopérer avec l'armée et la garde nationale du Koweït. La compagnie R, 4 Rifles a également formé l'armée afghane et des forces en Irak et en Afghanistan. En juillet 2018, la compagnie C du 2e bataillon, Princess of Wales' Royal Regiment a été envoyée au Nigéria, où le 1 Scots a également été engagé dans la formation de l'armée nigériane pour leur lutte contre le groupe terroriste Boko Haram.

## Structure
Au 14 mai 2019, la structure du groupe est la suivante : 
- état-major à Aldershot[1] ;
- 1er bataillon, The Royal Scots Borderers (en), The Royal Regiment of Scotland, Palace Barracks (déménagement à Aldershot en 2020) ;
- 2e bataillon, The Royal Princess of Wales' Royal Regiment (Queen's and Royal Hampshires), New Normandy Barracks, Aldershot ;
- 2e bataillon, The Duke of Lancaster's Regiment (King's, Lancashire and Border) (en), Weeton Barracks (déménagement à Aldershot d'ici 2020) [réf. nécessaire] ;
- 3e bataillon, The Royal Gurkha Rifles, Aldershot, Sir John Moore Barracks (déménagement à Aldershot d'ici 2020)[11] ;
- 4e bataillon, The Rifles, New Normandy Barracks, Aldershot[12] ;
- Équipe de formation et de conseil antiterroristes, caserne de Risborough, Shornecliffe [réf. nécessaire].

Les bataillons d'infanterie spécialisée sont composés de 267 hommes tandis que les autres bataillons d'infanterie en comptent 559 ou plus,.

## Commandants
- De janvier 2017 à août 2019 : brigadier (en) James Roddis[3].
- Depuis août 2019 : brigadier Angus Fair[14].

## Voir également
- Brigade d'assistance des forces de sécurité Équivalent au sein de l'armée américaine